# Yann Bourven
Œuvres principales
Maclow Ville-Fièvre, Chroniques du Diable consolateur
Yann Bourven est un écrivain français né le 17 octobre 1978 à Rennes.

## Écriture
"Une langue qui bouscule les non-valeurs établies, et qui fait vaciller les certitudes morales autant que syntaxiques. Une langue « neuve », assurément, et pourtant la langue de Yann Bourven nous est déjà si familière, comme si elle provenait de certains de nos territoires intérieurs que nous ignorons et que, lui, aurait explorés pour nous. Il ne s’agit surtout pas d’une écriture poétique qui voudrait restituer au plus près le monde tel qu’il est, mais à l’inverse d’une écriture qui fait advenir par la puissance et la singularité de son verbe le réel « véritable », celui qui attend son heure sous le masque trompeur d’une réalité truquée."